# Visnews
Fondé en 1957 par l'Agence Reuters et la BBC, Visnews est le fournisseur d'informations audiovisuelles qui a précédé l’actuel « Reuters Television ». L’agence télévisuelle était alors la deuxième au monde, desservant 400 chaînes de télévisions à son apogée.

## Histoire

### Création en 1957
Fondée en 1957 par la BBC pour couvrir l'actualité internationale par des images télévisées diffusées par satellite, Visnews vise aussi à résister à l'emprise des multinationales d'Hollywood, sous la direction de Lord Ratcliffe. Il veut établir un service libre de toute emprise politique ou idéologique et récupère les catalogues d'archives filmées des filiales anglaises de Gaumont et Paramount, puis affirme ses ambitions mondiales en ouvrant ses premiers bureaux en Asie du Sud-est dès 1958. La société s'appelle à ses débuts "British Commonwealth International Newsfilm Agency (BCINA)". Sa création doit beaucoup à Sir Ian Jacob, alors directeur général de la BBC, qui est secondé par le directeur du BCINA Ronnie Waldman, l'animateur du programme populaire de la BBC Monday Night at eight, diffusé avant la Seconde Guerre mondiale

### L'entrée en scène de Reuters en 1960
L'agence de presse mondiale et généraliste Reuters a augmenté sa participation dans Visnews en 1960, qu'elle porte à 33 % en 1968. Dès 1980, Visnews produit 40 à 50 reportages par jour, diffusés à des dizaines de clients dans le monde, le plus souvent par satellite.
Reuters monte ensuite à 55 % du capital en 1985, puis 88 % en 1987, la BBC conservant les 12 % restants. C'est le moment de la création de nombreuses chaînes de télévisions privées en Europe, en particulier celles de Silvio Berlusconi, ce qui augmente la demande d'images et de reportages. Michael Nelson, qui avait dirigé la diversificatin de Reuters vers la finance dans les années 1960, est président de Visnews dans les années 1980 avant de prendre sa retraite en 1989.

### Le drame éthiopien de 1984
En octobre 1984, le journaliste du bureau de Visnews à Nairobi, Mohammed Amin décide se rendre en Éthiopie pour couvrir la terrible famine qui se déchaîne dans ce pays. L'organisation non-gouvernementale "World Vision" lui permet d'emprunter un petit avion pour passer la frontière et arriver en Éthiopie, où il sera rejoint le lendemain par le journaliste de la BBC à Johannesbourg Michael Buerk. Il en ramène des images très fortes qui sont diffusées par la plupart des chaînes de télévision et font réagir la presse et l'opinion publique ainsi que des célébrités qui créent le mouvement Band Aid puis Live Aid. La Royal Television Society anglais décerne la caméra d'or 1984 à Mohammed Amin, qui est reçu avec honneurs à la Maison-Blanche. En janvier 1986, Visnews décroche un important contrat avec CNN, la première chaîne tout-info au monde, créé en 1980 par Ted Turner. En janvier 1989, nouveau contrat de grande ampleur, cette fois avec Sky News, la première chaîne tout-info créée en Europe, contrat négocié avec Ruppert Murdoch, qui représente 7 millions de sterling par an, soit le cinquième du chiffre d'affaires prévisionnel de la nouvelle chaîne.

### L'investissement de NBC
En 1988, Reuters revient à 50 % du capital. La chaîne de télévision américaine NBC achète 37,5 % du capital de Visnews pour 10 millions de dollars, valorisant Visnews à 28 millions de dollars, un montant modeste compte tenu d'une activité forte depuis 1980. À partir de 1989, elle décroche des contrats pour British Sky Broadcasting et Sky News, les chaînes de Rupert Murdoch, en particulier pour couvrir la Guerre du Golfe. Son seul concurrent reste longtemps le Britannique ITV) et elle décroche jusqu'à 400 clients parmi les chaînes de télévision. 
Ses services sont le plus souvent des images en blanc, avec peu ou pas de commentaires, tournées par l'un ou l'autre des 118 bureaux de Reuters à travers le monde, ce qui permet à chaque télévision cliente d'adjoindre ses propres commentaires, ou de diffuser une version remaniée ou écourtée du reportage.

### Le passage à la marque "Reuters TV"
Visnews est rebaptisée "Reuters TV" en 1992, l'année où l'agence Reuters rachète à NBC les 37 % qu'il lui avait cédés seulement 4 ans plus tôt. LA BBC n'a plus que 10 % du capital, Reuters les 90 % restants. Visnews emploie 114 journalistes et réalise alors un chiffre d'affaires annuel de 60 millions de dollars et une perte de 200 000 dollars. Elle dispose d'archives d'environ 125000 heures de reportage. L'auditoire cumulé des télévisions clientes représente alors 470 millions de téléspectateurs à travers le monde. Mark Wood, le rédacteur en chef de Reuters annonce que cette acquisition vise à restructurer Visnews, pour mieux coordonner son réseau avec celui des 118 bureaux de Reuters à travers le monde, en fermant certains des bureaux de Visnews.

### L'arrivée d'Associated Press et de l'AFP
Quelques années plus tard, elle doit partager le marché mondial avec AP Television News, créé en 1994 et qui monte en puissance à partir de 1996, pour ensuite prendre la première place mondiale à Visnews. Toutes les deux ont profité du développement très rapide du système international d'échange d'images créé en Europe en 1962, l'Eurovision News Exchange, qui leur permet de faire connaître à tous les membres leurs productions sur les grands évènements. A peu près au même moment, l'Agence France-Presse connait aussi un virage vers le journalisme audiovisuel.
En 2004, deux cameraman de Reuters TV, ex-Visnews, ont été tués par des balles de l'armée américaine à Bagdad lors de la seconde guerre du Golfe.

### Patrons successifs
Michael Nelson a été le responsable du développement de Visnews chez Reuters jusqu'en 1989 et a eu pour directeurs généraux successifs:
- 1963 à 1977 : Ronnie Waldman[4]
- 1977 à 1980 : Charles Curran[12]
- 1980 à 1986 : Brian Quinn
- 1986 à 1992 : Julian Kerr[13]